# Mormons Bog
Mormons Bog er et kanonisk skrift for de over 100 trosretninger som populært betegnes mormonismen, hvoraf de største trossamfund er Jesu Kristi Kirke af Sidste Dages Hellige, Kristi Samfund og Jesu Kristi Kirke. Bogen udkom på engelsk i 1830. Det første sprog, bogen blev oversat til fra engelsk, var dansk i 1851.
Medlemmer af de forskellige trossamfund inden for mormonismen anser bogen for at være "en optegnelse om de fortidige indbyggere på det amerikanske kontinents forhold til Gud", og mener, at den "indeholder det evigtvarende evangeliums fylde". De ser den som værende "endnu et vidnesbyrd om Jesus Kristus", ud over Bibelen. De to bøger nævnes i artikel nr. 8 i Jesu Kristi Kirke af Sidste Dages Hellige's bekendelsesskrift, Trosartiklerne. De mener også, at Mormons Bog er den mest korrekte bog, der eksisterer. Dette skal dog ikke forstås bogstaveligt, da der fra første udgivelse i 1830 til nu, er blevet ændret meget i bogen, især trykfejl og grammatiske fejl er blevet rettet til. Derfor skal det, at bogen anses for at være den mest korrekte bog, forstås som om at det er bogens budskab, der er det mest korrekte.[kilde mangler]
Bogen er en nøglefaktor for, at medlemmer af trossamfundene ofte kaldes "mormoner". Den er opkaldt efter personen Mormon, en "profet-historiker", som ifølge mormonismen citerede og sammenfattede fire sæt metalplader, kaldet "Guldpladerne", disse plader blev fundet af Joseph Smith, inspireret af et himmelsk sendebud. Oversættelsen af de første 116 sider (som forsvandt) foregik vha. 2 seersten (en art briller som også kendes som Urim og Tummim fra Det Gamle Testamente). Smith oversatte resten af pladerne vha. en seersten, som han puttede i en hat. Da han puttede hovedet i hatten for at lukke alt lys ude ville et åndeligt lys skinne, og noget der lignede et stykke papir ville komme frem med et skrifttegn fra pladerne ad gangen, under disse skrifttegn ville den engelske tekst dukke op. Guldpladerne behøvede han ikke for at oversætte. Det tog ca. 65 dage at oversætte de 531 sider. Bogen fortæller om dens egen fremkomst, og dens indhold anses for at være samlet fra flere andre optegnelser. Udover Mormons Bog har Jesu Kristi Kirke af Sidste Dages Hellige også Bibelen, Lære og Pagter og Den Kostelige Perle. Kristi Samfund tror også på Bibelen og Lære og Pagter, dog er deres version af Lære og Pagter ikke den samme som anvendes af Jesu Kristi Kirke af Sidste Dages Hellige. Kristi Samfund anerkender ikke Den Kostelige Perle.
I 1851 i København blev Mormons bog udgivet på dansk, oversat af Peter O. Hansen, som den første ikke engelske udgave.

## Bogens betydning for Jesu Kristi Kirke af Sidste Dages Hellige
I introduktionen til 2005-oversættelsen af Mormons Bog har Jesu Kristi Kirke af Sidste Dages Hellige givet deres egen forklaring på, hvad bogen betyder for dem:
| “                                           | Mormons Bog er et helligt skrift, der kan sammenlignes med Biblen. Den er en optegnelse om, hvordan Gud har handlet med de fordums indbyggere på det amerikanske kontinent, og indeholder det evigtvarende evangeliums fylde. […] Vi opfordrer alle mennesker overalt til at læse Mormons Bog, til i hjertet at grunde over det budskab, den indeholder, og til derefter at spørge Gud, den evige Fader, i Kristi navn, om bogen er sand. De, der følger denne anvisning og spørger i tro, vil få et vidnesbyrd om dens sandhed og guddommelighed ved Helligåndens kraft. […] De, der får dette guddommelige vidnesbyrd fra den hellige Ånd, vil også ved den samme kraft komme til vished om, at Jesus Kristus er verdens frelser, at Joseph Smith er hans åbenbarer og profet i disse sidste dage, og at Jesu Kristi Kirke af Sidste Dages Hellige er Herrens rige, der endnu engang er blevet oprettet på jorden som forberedelse til Messias' andet komme. | ” |
| — Jesu Kristi Kirke af Sidste Dages Hellige | |   |

## Indhold

### Inddeling
Mormons bog er ligesom Bibelen inddelt i flere skrifter, som hver bærer navn af sin hovedforfatter. Hovedteksten er inddelt i kapitler og vers. I 2005 kom den seneste oversættelse af Mormons Bog på dansk, udgivet af Jesu Kristi Kirke af Sidste Dages Hellige (som er den eneste kirke inden for mormonismen, som officielt findes i Danmark), den medførte nogle ændringer af stavemåden på navnene i Mormons Bog, så de passede bedre til det danske sprog. Fx blev Nephi til Nefi. Dette kom i kølvandet på, at flere engelske termer i Sidste Dages Helliges regi blev udskiftet til fordel for deres danske modstykke. Ward (som tidligere var navnet på Sidste Dages Helliges menigheder) blev afløst af menighed, og nadvermøde blev til dels afløst af gudstjeneste osv.
Bøgerne i Mormons Bog har siden 2005 på dansk heddet:
- Nefis Første Bog, Nefis Anden Bog, Jakobs Bog, Enoshs Bog, Jaroms Bog, Omnis Bog, Mormons Ord, Mosijas Bog, Almas Bog, Helamans Bog, Tredje Nefi, Fjerde Nefi, Mormons Bog, Eters Bog og Moronis Bog.

Titelbladet og hovedteksten antages af kirkens tilhængere at være oversat fra en tekst "skrevet på guldplader, som berettede om de tidligere indbyggere på [det amerikanske kontinent]". Den nuværende udgivelse indeholder desuden:
- En indledende kommentar om bogen[10].
- To deklarationer fra kirken om disse guldpladers eksistens og bogens sandhed[11][12].
- En udlægning af, hvordan Joseph Smith jr., kirkens grundlægger, kom i besiddelse af teksten[9].
- Yderligere kommentarer om bogens opbygning, dens fremkomst og den seneste oversættelse[5].
- En ordforklaring og et opslagsregister bag i bogen.

### Narrativ
Mormons Bog tager med Nefis Første Bog udgangspunkt i profeten Lehi, som bor ved Jerusalem omkring 600 f.Kr., og ledet af Gud, fører en ekspedition gennem ørkenen og sejlads over det Indiske ocean og Stillehavet, til "det forjættede land" Amerika . Lehi dør kort efter ekspeditionens ankomst, og på grund af uenigheder deler den sig i to hovedgrupper, nefiterne og lamaniterne, som har krige og stridigheder mod hinanden, og udvikler sig til forskellige nationer. Omkring 323-130 f.Kr. fører Mosija I nefiterne til Zarahemlas land, og opdager mulekiterne, et folk, som ligesom Lehis ekspedition drog ud fra Jerusalem kort før det babylonske fangenskab. Mulekiterne lærer Mosijas sprog, udpeger ham som deres konge og slår sig sammen med nefiterne. De gør ham bekendt med en optegnelse, som fortæller om et andet folk, der er kommet til det forjættede land på Babelstårnets tid.
Herfra angives historien at være fra nefiternes kongers optegnelser. Omkring 124 f.Kr. holder kong Benjamin en tale for folket og overdrager styret til sin søn, Mosija II.

### Det indeholder Mormons Bog ikke
På trods af Sidste Dages Hellige mener, at Mormons Bog indeholder det evige evangeliums fylde, er der en del ting, som bogen ikke indeholder, men som findes i Sidste Dages Helliges andre skrifter og udtalelser:
- Dåb for de døde
- Accept af flerkoneri
- At Gud Fader engang var et menneske
- At Gud har en krop af guddommeliggjort kød, blod og knogler
- Evigt (tempel-) ægteskab
- Himmelsk(e) mor/mødre
- Tempel begavelser
- Tempel beseglinger (-dvs. at man bliver bundet til sin familie i livet efter døden).
- Flere guder, dvs. at Gud er en ud af mange sønner og døtre af andre evige guder før ham
- Gud Fader som Jesu far i bogstavelig forstand
- At himlen er delt i tre riger.
- Helligt undertøj (kaldet garments).
- Blodforsoning, at visse synder kun kan tilgives ved overtræderens død. (Prakticeres nu kun i visse fundamentalistiske mormonkirker)

### Mormons Bogs oprindelse
Der er forskellige holdninger til Mormons Bogs oprindelse, af kirkerne indenfor mormonismen anerkendes det, at Joseph Smith fandt nogle guldplader, som han oversatte til engelsk, og at disse guldplader var et levn fra en forsvunden jødisk civilisation på det amerikanske fastland. Af ikke mormoner er der en masse forskellige andre forklaringer på bogens oprindelse. Bl.a. at bogen blev skrevet af Joseph Smith alene eller sammen med andre, samt at den er et plagiat af flere forskellige andre datidige tekster. Fx Kong James version af bibelen, The Wonders of Nature, View of the Hebrews osv.
Flere dele af Mormons Bog (1830) (fork. MB) er identiske ord for ord med King James Version af Bibelen (1611) (fork. KJV). Her ses hovedparten af de vers og kapitler som er identiske:
- MB 1. Nefi 20:1-21 og KJV Esajas 48:1-21
- MB 1. Nefi 21:2-26 og KJV Esajas 49:2-26
- MB 2. Nefi 6:6-7 og KJV Esajas 49:22-23
- MB 2. Nefi 6:16-18 og KJV Esajas 49:24-26
- MB 2. Nefi 7:2-11 og KJV Esajas 50:2-11
- MB 2. Nefi 8:1-25 og KJV Esajas 51:1-25
- MB 2. Nefi 12-23:21 og KJV Esajas 2-13:21
- MB 2. Nefi 24 og KJV Esajas 14
- MB 2. Nefi 26:4 og KJV Malakias 4:1
- MB 2. Nefi 27:29 og Esajas 29:18
- MB 2. Nefi 27:33-35 og Esajas 29:22-24
- MB 2. Nefi 30:11-15 og Esajas 11:5-9
- MB Jakob 5:4 og KJV Esajas 5:4
- MB Mosija 12:21-24 og KJV Esajas 52:7-10
- MB Mosija 12:34-36 og KJV 2. Mosebog 20:2-4
- MB Mosija 13:13-24 og KJV 2. Mosebog 20:5-17
- MB Mosija 14 og KJV Esajas 53
- MB Mosija 15:29-31 og KJV Esajas 52:8-10
- MB Alma 40:25 og KJV Matthæus 13:43
- MB 3. Nefi 12:36 og Matthæus 5:36
- MB 3. Nefi 12:41 og Matthæus 5:41
- MB 3. Nefi 12:47 og KJV 2. Korintherne 5:17
- MB 3. Nefi 13-14:27 og Matthæus 6-7:27
- MB 3. Nefi 15:17 og Johannesevangeliet 10:16
- MB 3. Nefi 16:18-20 og KJV Esajas 52:8-10
- MB 3. Nefi 20:17 og KJV Mikas Bog 5:9
- MB 3. Nefi 20:23-26 og KJV Apostlenes Gerninger 3:22-26
- MB 3. Nefi 20:37-38 og Esajas 52:2-3
- MB 3. Nefi 20:42-45 og Esajas 52:12-15
- MB 3. Nefi 21:15-16 og Mikas Bog 5:11-12
- MB 3. Nefi 21:18 og Mikas Bog 5:14
- MB 3. Nefi 22 og KJV Esajas 54
- MB 3. Nefi 24-25 og KJV Malakias 3-4
- MB Mormon 9:23-24 og KJV Markusevangeliet 16:16-18
- MB Moroni 10:8-17 og KJV 1. Korintherne 12:4-11

### Evidens og hypoteser for og imod Mormons Bog
Mens det for Jesu Kristi Kirke af Sidste Dages Hellige er vigtigst med en åndelig bekræftelse ved bøn for at vide, at Mormons Bog er sand, så er kirken åben for, at medlemmer opmuntres til at søge evidens fra andre kilder. Derfor er der også meget fokus på bland andet arkæologi i og granskning af Mormons Bog for tekstuel evidens. Kritikere af Mormons Bog anvender bland andet et dokument fra det amerikanske Smithsonian Institutions, som blev sendt ud i 1996 som automatisk svar hvis nogen spurgte til deres holdninger om Mormons Bog, hvor de gav en liste over hvorfor der ikke skulle være en direkt sammenhæng mellem arkæologi og Mormons Bog. Dette blev i 1998 ændret kraftigt, hvor de førnævnte udmeldinger om Mormons Bog ikke længere bliver nævnt i den automatiske besked . Ikke desto mindre bliver umeldingen stadig brugt som kritik af Mormons bog.
Evidens og hypoteser for:
- Guds bekræftelse på Sidste Dages Hellige bøn ved Helligånden samt medlemmers vidnedbyrd. Ifølge kritikere kan man ikke stole på følelser for at vide om noget er sandt.
- En sten med indskriften NHM, som blev fundet i Yemen, og den uvokaliserede tekst bliver af mange akademikere indenfor Sidste Dages Hellige forbundet med Nahom, en stedsbetegnelse nævnt i Mormons Bog. Stenen blev nævnt i Jesu Kristi Kirke af Sidste Dages Helliges officielle månedsblad Ensign februar 2001 s. 79. Det er dog ikke stadfæstet at det skal oversættes som Nahom, Nihm eller andre mulige oversættelser siden der ikke findes vokaler i navnet, så vi ved ikke ud fra teksten hvad der står. Derfor er argumenterne for at det kan være Nahom, at det er grammatisk muligt at udtale det som Nahom, og at lokationen stemmer overens med Lehi og hans families rute ned mod havet, som nævnes i Mormons bog.
- En tredje sten kaldet Izapa Stela 5 med udhuggede figurer af indianere, som sidder ved et træ. I en årrække tolkede flere Sidste Dages Hellige dette som livets træ, nævnt i Mormons Bog[19].  Sidste-dages-hellige-forskere accepterer dog ikke denne tolkning og viser skepsis mod denne forbindelse.
- Et andet faktum, som bliver brugt som bevis for Mormons Bog, er de såkaldte kiasmer, som findes i bogen og som specielt blev anvendt i det gamle mellemøsten og Maya indianerne for at få balance i teksten[20]. Kritikere lægger vægt på at der også er kiasmer i visse mere moderne værker fra forfattere som Shakespeare og Søren Kirkegaard, og derfor ikke et endegyldigt bevis[21].

Evidens og hypoteser imod: (ifølge kritikere som anvender den forældede version af Smithsonian Institution)):
- Der er ingen direkt sammenhæng mellem Mormons Bogs arkæologi og det amerikanske kontinents. Forsvarere af Mormons Bog påpeger dog, at man det vil være svært at finde en direkt sammenhæng mellem dem, for ligesom anden form for arkæologi, så er det meste kvalificerede gæt ud fra tidligere kundskab og erfaringer. Derimod er arkæologiske fund som dukkede op efter Joseph Smith's tid, og som forskere ikke havde kundskab om, det som er værd  for forskere af Mormons Bog at anvende som evidens.
- DNA undersøgelser viser, at majoriteten af indianere stammer fra Asien og ikke fra Mellemøsten. Det antages, at det nuværende Rusland og Alaska hang sammen, og at folk ankom til Amerika via denne landstrækning, og de tidligste beviser på at folk har nået det amerikanske fastland fra øst var nordmændene omkring år 1000. I Jesu Kristi Kirke af Sidste Dages Helliges tidlige historie var det udbredt at tro, at alle indianere stammede fra Lehis stamme fra Mormons Bog, men allerede i 1929 erklærede det første præsidentskab, at det ikke nødvendigvis var rigtigt [23]. Derfor står det også skrevet i Mormons Bog's nyeste introduktion, at de var blandt forfædrene til de amerikanske indianere. Siden Lehis efterkommere ikke er alle moderne indianere argumenterer kirken for, at det er problematisk at finde ud af hvem der præcis er efterkommere på grund af befolkningsflaskehals, genetisk drift og immigration fra Europa og det vestlige Asien efter Columbus [24].
- Mormons Bog nævner planter og dyr, som der ikke findes evidens for i det præcolumbianske Amerika, fx hvede, byg, havre, hirse, ris, kvæg, grise, høns, heste, æsler eller kameler før 1492. (Kamel- og hestelignende dyr fandtes men uddøde, før Mormons Bogs begivenheder skulle have fundet sted). Modargumentet for dette er mange, men holder sig ofte til to temaer: den første er navngining af allerede eksisterende dyr og planter med noget, som Lehis familie kendte til. Det andet er at det var dyr og planter, som allerede har eksisteret, men som vi endnu ikke har kendskab til arkæologisk.

### Mormons Bog siden første udgivelse
Mormons Bog er siden den blev udgivet første gang blevet ændret flere gange. De første ændringer kom allerede inden Joseph Smiths død, det hastede med at få bogen trykket, derfor havde der ikke været tid til korrekturlæsning, og derfor indeholdt bogen mange sproglige og grammatiske fejl, hvilket udgør hovedparten af de ændringer, der er foretaget, men der er også andre ting, som blev ændret, som bliver anset som mere alvorlige. Nuværende udgaver af Mormons Bog kan derfor være noget forskellige alt afhængig af hvilket trossamfund, der har udgivet bogen, på dansk er den dog kun udgivet af Jesu Kristi Kirke af Sidste Dages Helligen.
Her følger en oversigt over væsentlige årstal for ændringer af den engelske version af Mormons Bog, ændringen er altså ikke nødvendigvis blevet foretaget i danske udgaver fra de nævnte årstal. Det skal også nævnes, at der gennem tiden også har været europæiske udgaver af Mormons Bog på engelsk, som har varieret fra den daværende amerikanske version, disse variationer omfatter anderledes staveregler og versinddeling.
- 1828 De første 116 sider af Mormons Bog forsvandt og blev aldrig oversat igen. Disse sider blev aldrig udgivet[26].
- 1829 9 måneder før Mormons Bogs første udgivelse, fik avisen The Wayne Sentinel tilladelse til at bringe titelbladet af bogen i avisen, Joseph Smith står som forfatter af bogen[27].
- 1830 Mormons Bog udgives for første gang under navnet Book of Mormon i Palmyra, Joseph Smith står som forfatter af bogen[28].
- 1837 Mormons Bog udgives for anden gang med rettelser af over 1000 grammatiske og andre fejl i Kirtland, Joseph Smith står nu som oversætter af bogen[29].
- 1840 Mormons Bog udgives for tredje gang med rettelser af Joseph Smith sammenlignet med det oprindelige manuskript i Nauvoo, Illinois[30].
- 1844 Joseph Smiths død medfører den vigtigste opsplittelse af Mormonismen, som resulterer i forskellige trossamfund uafhængige af hinanden, hvorfor Mormons Bog varierer mellem de trossamfund, som udgiver/udgav bogen.
- 1851 Mormons Bog oversættes til dansk, grundet missionering i Danmark og Skandinavien[31].
- 1858 Anden danske udgave udgives i København.
- 1874 Kristi Samfunds første udgave af Mormons Bog udgives med versindeling af 1840-udgaven[32].
- 1879 Mormonkirkens udgave af Mormons Bog inddeles nu i vers og flere kortere kapitler samt fodnoter.
- 1881 Tredje danske udgave udgives i København og inkluderer nu kapitel- og versindeling.
- 1902 Fjerde danske udgave udgives i København.
- 1908 Kristi Samfund udgiver en udgave af Mormons Bog med anden versindeling, end Mormonkirken, med kapitlerne baseret på 1830-udgaven.
- 1911 Femte danske udgave udgives i København.
- 1920 Mormonkirkens udgave af Mormons Bog udgives nu med indledninger, kapitelopsumeringer, nye fodnoter, dobbeltkolonner samt udtalevejledning[33].
- 1949 Sjette danske udgave udgives først i Salt Lake City, derefter i København og Tyskland.
- 1957 Kristi Kirke med Elias' meddelelse udgiver Mormons Bog under titlen "The Record of the Nephites"(Nefiternes optegnelse) Bogen skulle have haft samme tekst som 1830-udgaven samt Mormonkirkens vers og kapitelinddeling, dog er der væsentlige forskelle mellem 1830-udgaven og denne kirkes internetudgave af "The Record of the Nephites"[34].
- 1966 Kristi Samfund udgiver en ny udgave af Mormons Bog baseret på deres 1908-udgave samt 1837-udgaven og det oprindelige manuskript af Joseph Smith. Sproget er i bogen ændret til at være mere tidssvarende -Bemærk udeladelse af sætningen "it came to pass" (og det skete), som førhen indledte 1407[35] vers.
- 1979 Syvende danske udgave udgives i Frankfurt.
- 1981 Mormonkirkens udgave ændres, nye indledninger, sammenfatninger og fodnoter tilføjes. Fejl fra 1920 rettes baseret på 1840-udgaven samt Joseph Smiths oprindelige manuskript[36].
- 1982 På Mormonkirkens udgave tilføjes undertitlen "-Endnu et vidne om Jesus Kristus"[37]
- 1994 Mormonkirkens første officielle internetudgave af Mormons Bog bliver tilgængelig[38].
- 2005 8. danske udgave af Mormons Bog udgives, stavemåden ændres på flere egennavne, så det passer bedre til det danske sprog. Fx blev Mosiah ændret til Mosija. Dertil ændredes undertitlen til -Endnu et vidnesbyrd om Jesus Kristus.
- 2006 Mormonkirkens indledning til Mormons Bog som tidligere påstod, at Mormons Bogs folk var forfædrene til indianerne, ændres efter omfattende DNA undersøgelser af indianernes afstamning til at sige, at Mormons Bogs folk udgør en del af indianernes forfædre[39],[40].
- 2007 Kristi Samfunds profet udtaler officielt, at kirken ikke længere kræver, at deres medlemmer tror på Mormons Bog grundet tvivl om historicitet, troværdighed, teologi samt de racistiske vers[41],[42][43]
- 2010 Mormonkirken ændrer racistiske indledninger til to kapitler i internetudgaven af Mormons Bog (2. Nefi 5 samt Mormon 5), selve teksten forbliver dog uændret[44].
- 2013 Nye ændringer af mormonkirkens udgave medfører ændringer i stavning, fodnoter, grammatik, indledninger og tegnsætning[45]. (Bemærk disse ændringer er ikke blevet foretaget i den danske version endnu.)

## Kommentarer
1. ↑  Optegnelsens tekst findes i Eters Bog i Mormons Bog.